# Merten Krüger
Merten Krüger (* 8. November 1990 in Hamburg) ist ein deutscher Volleyballspieler. Der Zuspieler war für mehrere Vereine in der deutschen Bundesliga und in Österreich aktiv. In der Saison 2020/21 spielt er bei den Helios Grizzlys Giesen.

## Karriere
Krüger kam durch seinen Vater Arwed Krüger, der in der ersten Liga spielte, zum Volleyball. Er begann seine eigene Karriere 1999 beim Bramfelder SV. 2001 wechselte er zum 1. VC Norderstedt. 2006 ging er nach Berlin und wurde beim Nachwuchsteam VC Olympia zum Junioren-Nationalspieler und war in der Regionalliga und Zweiten Liga aktiv. Er besuchte das Coubertin-Gymnasium, eine sportliche Eliteschule in der Hauptstadt.
2009 wurde er vom Bundesligisten Wuppertal Titans verpflichtet. Mit dem Verein kam er 2009/10 nicht über den letzten Platz in den Playdowns der Bundesliga hinaus. Nach der Saison wechselte er zum Ligakonkurrenten evivo Düren. In Düren übernahm Krüger die Rolle des ersten Zuspielers von Ilja Wiederschein und löste die Aufgabe mit der Mannschaft, die das Playoff-Halbfinale der Bundesliga erreichte, so erfolgreich, dass er vom Volleyball-Magazin zum Aufsteiger der Saison gekürt wurde. In der Saison 2011/12 unterlag Düren jeweils im Viertelfinale des DVV-Pokals und der Bundesliga-Playoffs. Ein Jahr später kam die Mannschaft ins Pokal-Halbfinale und schied im Playoff-Viertelfinale wieder gegen den VfB Friedrichshafen aus.
Anschließend wechselte Krüger zum Bundesliga-Aufsteiger VSG Coburg/Grub. Mit dem Verein erreichte er das Viertelfinale im DVV-Pokal 2013/14 und den achten Platz in der Bundesliga. In der Saison 2014/15 spielte er beim österreichischen Erstligisten TSV Hartberg. Im Challenge Cup schied er mit dem Team in der zweiten Runde aus. 2015 kehrte er nach Franken zurück und spielte ab der Saison 2015/16 für die Oshino Volleys Eltmann in der Zweiten Liga Süd. 2019 gelang ihm mit dem Verein, der mittlerweile Heitec Volleys Eltmann hieß, der Aufstieg in die erste Liga. Beim Abbruch der Saison 2019/20 stand die Mannschaft auf dem letzten Tabellenplatz.
Krüger wechselte danach zum Ligakonkurrenten Helios Grizzlys Giesen. Mit Giesen spielte er im Challenge Cup 2020/21, der für den Europapokal-Neuling in der ersten Runde gegen Sporting Lissabon endete.